# Кен Метьюз
Кеннет Джозеф Метьюз (англ. Kenneth Joseph Matthews; нар. 21 червня 1934 — пом. 2 червня 2019) — британський легкоатлет, який спеціалізувався в спортивній ходьбі.

## Із життєпису
Олімпійський чемпіон у шосейній спортивній ходьбі на 20 кілометрів (1964).
Учасник Олімпіади-1960 у шосейній спортивній ходьбі на 20 кілометрів, на якій йому не вдалося фінішувати на дистанції.
Чемпіон Європи у шосейній спортивній ходьбі на 20 кілометрів (1962).
Переможець Кубків світу у шосейній спортивній ходьбі на 20 кілометрів (1961, 1963).
Багаторазовий чемпіон Англії у спортивній ходьбі на 2 милі (1959, 1961—1964) та 7 миль (1959—1961, 1963—1964).
Пішов з життя, маючи 84 роки.

## Основні міжнародні виступи
| Рік  | Змагання             | Місто   | Місце | Дисципліна   | Примітки         |
| ---- | -------------------- | ------- | ----- | ------------ | ---------------- |
| 1960 | Олімпійські ігри     | Рим     | —     | ходьба 20 км | DNF              |
| 1961 | Кубок світу з ходьби | Лугано  | 1     | ходьба 20 км |                  |
| 1962 | Чемпіонат Європи     | Белград | 1     | ходьба 20 км |                  |
| 1963 | Кубок світу з ходьби | Варезе  | 1     | ходьба 20 км |                  |
| 1964 | Олімпійські ігри     | Токіо   | 1     | ходьба 20 км | Відео на YouTube |

## Визнання
- Член Ордена Британської імперії (1977)
- Член Зали слави легкої атлетики Англії[en] (2011)[2]